# Geisterspiel

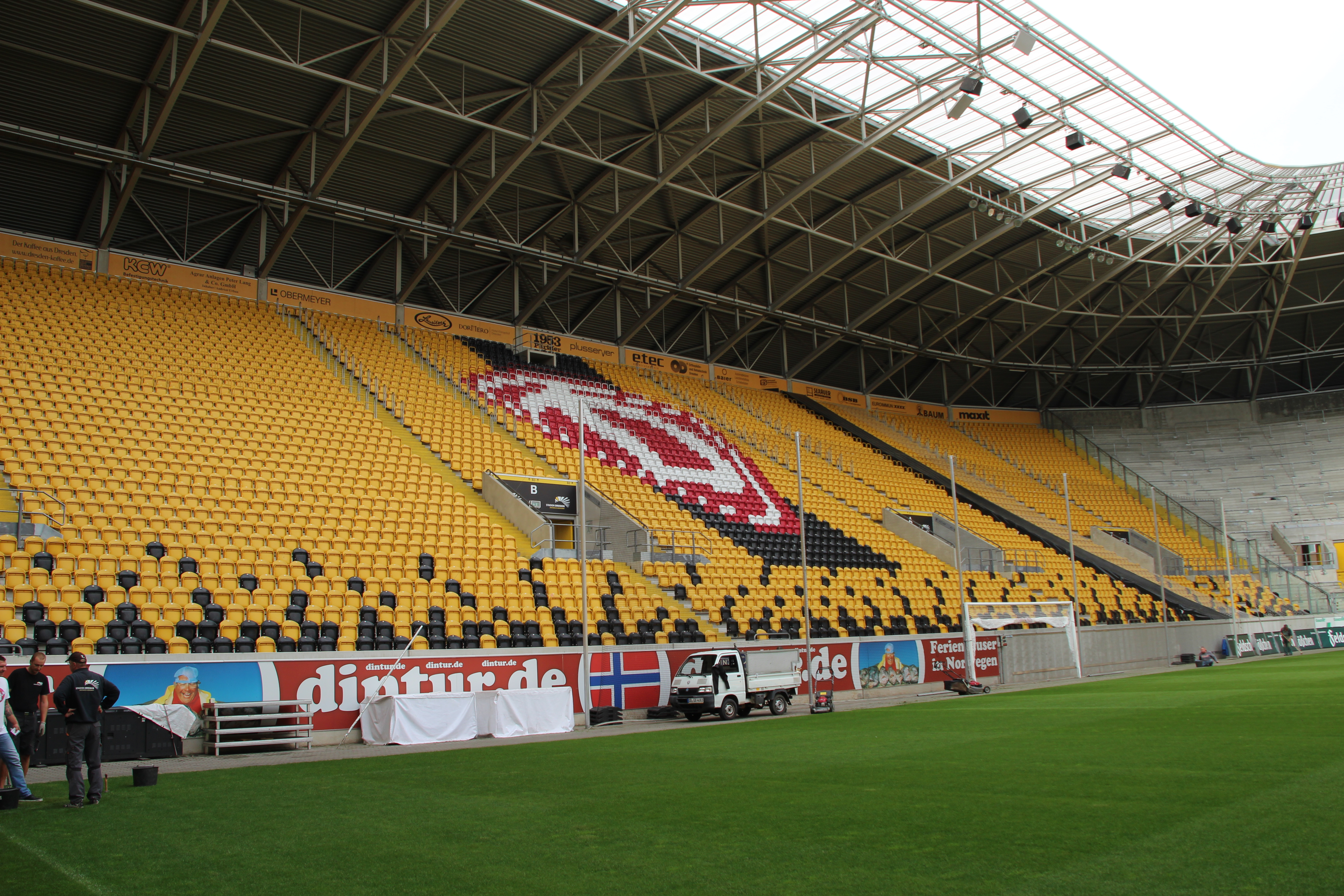
Leeres Stadion in Dresden

Als Geisterspiele werden Fußballspiele bezeichnet, die ohne Publikum ausgetragen werden. Gründe für die Austragung ohne Publikum können Sicherheitserwägungen oder Sanktionen gegen Fans eines oder beider beteiligten Vereine sein. Das Infektionsrisiko während der COVID-19-Pandemie führte von 2020 bis 2022 zu einer Vielzahl von Geisterspielen.
Gelegentlich werden auch höherklassige Spiele mit geringem Zuschauerzuspruch scherzhaft als Geisterspiele bezeichnet.

## Prinzip
Bei einem Geisterspiel wird lediglich den unmittelbar am Spiel beteiligten Personen, Ordnungs- und Sicherheitskräften sowie gegebenenfalls Medienvertretern, Vereinsoffiziellen und Servicepersonal Zutritt zum Stadion gewährt; die Zuschauerränge bleiben leer. Einer solchen Maßnahme geht häufig ein Fehlverhalten der Anhänger des gastgebenden Vereins bei einem früheren Spiel voraus. Auch Fans des Gastvereins werden, obwohl nicht verantwortlich, abgewiesen. Die Ansetzung eines Geisterspiels hat für den Heimverein eine Einnahmeeinbuße aufgrund der ausbleibenden Eintrittsgelder zur Folge und ist daher neben der Androhung von Geldstrafen oder Punktabzug ein zumeist wirksames Druckmittel auf den betroffenen Club. Als weitere Möglichkeit des Strafmaßes werden manche Begegnungen mit einem Zuschauerteilausschluss belegt, bei dem einzelne Blöcke oder ganze Tribünen gesperrt werden, die restlichen Plätze jedoch offen bleiben. Diese Strafen werden oft zur Bewährung ausgesprochen und treten erst ein, wenn sich die betroffenen Fans in einem bestimmten Zeitraum weitere Fehltritte erlauben.

## Beispiele unter regulären Bedingungen

### Deutschland
Das erste Geisterspiel im deutschen Profifußball fand am 26. Januar 2004 in Aachen zwischen Alemannia Aachen und dem 1. FC Nürnberg statt. Dieses wurde als Wiederholungsspiel der 2. Bundesliga von der DFL angeordnet, da im ersten Spiel der Nürnberger Trainer Wolfgang Wolf von einem Wurfgeschoss am Kopf getroffen worden war. Nachdem es zuvor in einem Spiel zwischen Hansa Rostock und dem FC St. Pauli (1:3) Ausschreitungen gegeben hatte, wurde auch die Zweitliga-Partie Hansa Rostock – Dynamo Dresden am 18. Dezember 2011 unter Ausschluss der Öffentlichkeit angestoßen. Die Dresdner waren in der gleichen Saison von einem weiteren Geisterspiel betroffen: auslösender Grund für das Spiel ohne Zuschauer gegen den FC Ingolstadt am 11. März 2012 waren Krawalle im Zweitrundenspiel um den DFB-Pokal bei Borussia Dortmund am 25. Oktober 2011.
Ein weiteres Geisterspiel wurde am 30. August 2008 in der 3. Liga zwischen dem FC Rot-Weiß Erfurt und der zweiten Mannschaft von Werder Bremen ausgetragen. Dieses Spiel fand auf Anordnung des DFB unter Ausschluss der Öffentlichkeit statt, da zwei Wochen zuvor beim Derby der Erfurter gegen den FC Carl Zeiss Jena Teile des heimischen Publikums antisemitische Sprechchöre in Richtung des Jenaer Fanblocks gerufen hatten. Für Ausschreitungen im Anschluss an das verlorene Relegationsspiel gegen Regensburg bestrafte der DFB den Karlsruher SC im Sommer 2012; er musste sein Drittliga-Heimspiel gegen Osnabrück ohne Zuschauer bestreiten.
In der Regionalliga fanden im September 2009 zwei Geisterspiele statt: die Reserve des TSV 1860 München musste am 17. September gegen den SV Darmstadt 98 ebenso vor leeren Rängen spielen wie einen Tag später die Zweitvertretungen des 1. FC Kaiserslautern und Bayer 04 Leverkusen. Begründet wurden die Sanktionen mit Böllerwürfen auf das Spielfeld beim Spiel der Münchner in Weiden, beziehungsweise Ausschreitungen beim Gastspiel von Kaiserslautern in Mannheim.
Von einer Ansetzung als Geisterspiel ohne Zusammenhang mit einem Fehlverhalten war das Drittliga-Derby zwischen dem 1. FC Magdeburg und dem Halleschen FC am 26. November 2016 bedroht. Auch Pressevertreter hätten keinen Zutritt erhalten. Grund war eine von der Stadt Magdeburg, die Eigentümerin der MDCC-Arena ist, ausgesprochene Nutzungsuntersagungsverfügung, welche Probleme mit der Statik des Stadions anführte und somit die Zuschauersicherheit stark gefährdet sah. Erst durch die Zusicherung insbesondere der Magdeburger Fans, während dieser Begegnung auf das sonst übliche Hüpfen zu verzichten und somit die Bausubstanz zu schonen, konnte ein Spiel vor leeren Rängen kurzfristig noch verhindert werden.
Am 23. Dezember 2016 verhängte der DFB ein zweites Geisterspiel gegen Hansa Rostock. Aufgrund des Einsatzes von Pyrotechnik während einer bereits verlängerten Bewährungszeit musste neben einer Geldstrafe von 10.000 € sowie Zuschauerteilausschlüssen bei den fünf darauf folgenden Heimpartien Hansas Drittliga-Rückrundenauftakt am 28. Januar 2017 gegen Jahn Regensburg ohne Publikum ausgetragen werden. Der Verein kündigte an, Regressansprüche gegen ermittelte Täter zu stellen.
Ende Juni 2017 verurteilte der NOFV den FC Energie Cottbus neben einer Geldstrafe von 16.000 € dazu, das erste Heimspiel der Regionalligasaison 2017/18 ohne Zuschauer auszutragen. Auslösender Grund waren neben Fanverfehlungen in Meuselwitz, Leipzig und Bautzen insbesondere Ausschreitungen in Babelsberg. Der Verein akzeptierte dieses Urteil jedoch nicht und ging erfolgreich in Berufung. Anstelle eines Geisterspiels wurde im Anschluss ein Gästefanverbot für das als Risikospiel eingestufte Auswärtsderby in Babelsberg sowie eine Bewährungszeit bis Jahresende angeordnet. Außerdem mussten die Lausitzer in jeder weiteren Auswärtsbegegnung der Saison eigene Ordner stellen.
Am 24. Juli 2017 bestrafte der DFB erneut das Verhalten von Fans des TSV 1860 München, diesmal wegen der Ereignisse in der Schlussphase des entscheidenden Relegationsspiels gegen Jahn Regensburg. Dessen Ergebnis bewirkte, dass die Löwen sportlich in die Dritte Liga, und aufgrund wirtschaftlicher Probleme letztendlich sogar direkt in die viertklassige Regionalliga Bayern absteigen mussten. Münchner Anhänger versuchten, den Platz der Allianz-Arena zu stürmen, warfen eine große Anzahl Gegenstände auf das Spielfeld und zündeten Pyrotechnik. Daraufhin wies das DFB-Sportgericht an, beim Ligaspiel gegen die Zweitvertretung des 1. FC Nürnberg keine Zuschauer zuzulassen.
Am 7. Mai 2024 wurde die Zweitliga-Partie zwischen dem VfL Osnabrück und dem FC Schalke 04 ohne Zuschauer im Hamburger Millerntor-Stadion ausgetragen. Das Spiel konnte nicht wie ursprünglich geplant am 4. Mai im Stadion an der Bremer Brücke stattfinden, da wenige Tage zuvor Mängel an der Dachkonstruktion festgestellt wurden und die Stadt Osnabrück eine vorübergehende Nutzungsunterlassung erteilte. Als Austragungsort war das Heimstadion des FC St. Pauli vorgesehen, zunächst mit Zuschauern. Am 3. Mai gab die DFL bekannt, dass das Spiel „aufgrund einer geänderten behördlichen Lagebeurteilung und organisatorischer Herausforderungen“ als Geisterspiel ausgetragen werden müsse.

### Österreich
In der österreichischen Bundesliga wurden wegen eines Platzsturms von Fans des SK Rapid Wien, der zum Abbruch des Derbys gegen Austria Wien am 22. Mai 2011 führte, zwei Geisterspiele als Strafmaßnahme gegen Rapid ausgesprochen. Die Strafe wurde später vom ständigen neutralen Schiedsgericht auf ein Geisterspiel reduziert. Dieses fand am 16. Juli 2011 gegen den Aufsteiger Admira Wacker statt.

### Schweiz
Das erste Geisterspiel in der Schweiz fand am 19. April 2001 als Wiederholungsspiel zwischen dem FC Sion und Servette Genf statt. Im ursprünglichen Spiel der beiden Mannschaften wurde der Genfer Torwart Eric Pédat von einer aus dem gegnerischen Fanblock geworfenen Petarde getroffen, dabei verletzt und zur Halbzeit ausgewechselt. Servette spielte unter Protest weiter; das Spiel endete 2:1 für Sion. Die Disziplinarkommission der Liga ordnete eine Neuauflage der Begegnung als Geisterspiel an, dieses endete 1:1.
Zwischen 2003 und 2006 kam es zu insgesamt sechs Voll- oder Teilsperrungen des St. Jakob-Parks, dem Heimstadion des FC Basel. 2006 wurden dort gleich zwei Geisterspiele verhängt, nachdem Basler Fans am 13. Mai, unmittelbar nach der Heimniederlage gegen den FC Zürich, die für die Gäste die Meisterschaft bedeutete, den Platz stürmten.
Nachdem seine Fans am 2. Mai 2008 während einer 0:4-Niederlage gegen den FC Basel rund zehn Petarden in den darunter liegenden Familien-Sektor geworfen hatten, das Spiel deswegen unterbrochen werden musste und nach der Begegnung noch weitere 45 Personen verletzt wurden, bestrafte die Disziplinarkommission den FC Zürich mit zwei Geisterspielen sowie einer Buße von 30'000 Franken.
Am 2. Oktober 2011 war es im Letzigrund beim Derby der Grasshoppers gegen den FC Zürich zu Ausschreitungen der FCZ-Fans gekommen. Die Partie musste nach 77 Minuten abgebrochen werden. Laut Augenzeugen soll sich ein FCZ-Fan aus der Südkurve (wo sich der Gästefanblock befindet) in Richtung der GCZ-Fans begeben und zwei Petarden gezündet haben, die in den Heimsektor flogen.
Der Täter soll seelenruhig in die Südkurve zurückgelaufen sein, wo er Unterschlupf fand. Umgehend regte sich wie auf Kommando oder laut einem einstudierten Plan der Widerstand von schwarz gekleideten Personen. Die Neue Zürcher Zeitung gab den Nachrichten den Titel Schande von Zürich in Anspielung auf die Schande von Basel. Nach dem Vorfall beriet die Liga Sofortmaßnahmen, die bereits beim nächsten Spiel des FCZ angewendet werden sollten. Gegen den FC Basel kam es dann zu Schlägereien auf den Rängen. Schweizer Politiker forderten nach diesem Vorfall, dass die Polizei künftig in Stadien Vermummte «rigoros herausnimmt» und dass der FCZ bestraft wird. Laut Polizei wurden bei diesem Spiel sechs Menschen verletzt. Nach 47 Tagen wurde bekannt, dass beide Clubs 53'000 Franken zahlen müssen sowie das nächste Zürcher Derby ohne Fans stattfinden wird.

### Europa
In der Europa-League-Saison 2012/13 wurde gegen Rapid Wien wegen Ausschreitungen beim Spiel gegen PAOK Thessaloniki am 23. August 2012 als Strafe ein Spiel ohne Publikum verhängt. Dieses fand am 20. September 2012 gegen Rosenborg Trondheim im Ernst-Happel-Stadion statt. PAOK musste wegen der Vorfälle im selben Spiel sogar drei Geisterspiele austragen, die wegen des Ausscheidens des Vereins ab der Saison 2013/14 stattfanden. Das erste dieser Spiele war das Qualifikationsspiel zur Champions-League am 27. August 2013 gegen Schalke 04.
Während des Europa-League-Achtelfinal-Rückspiels am 20. März 2014 zwischen dem FC Basel und dem FC Salzburg wurden aus der Basler Kurve Gegenstände auf das Spielfeld geworfen, so dass die Partie während der ersten Halbzeit für eine Viertelstunde unterbrochen wurde. Die Disziplinarkammer des europäischen Fußballverbands UEFA bestrafte Basel mit einem Geisterspiel sowie 107.000 Euro Strafe, zudem wurde ein weiteres Geisterspiel auf Bewährung ausgesprochen., Nachdem am 4. Oktober 2014 beim Champions-League-Gruppenspiel zwischen dem FC Basel und dem FC Liverpool nach dem Wurf einer Schnapsflasche aufgrund der Bewährung zuerst eine Platzsperre im Raum stand wurde der Verein nur mit einer Geldstrafe in Höhe von 48.000 Schweizer Franken belegt.
Für die Champions-League-Saison 2014/15 sprach die Disziplinarkommission der UEFA neben einer Geldstrafe in Höhe von 200.000 Euro insgesamt vier Heimspiele Sperre gegen ZSKA Moskau aus, nachdem sich dessen Fans im Gruppenspiel der Vorsaison bei Viktoria Pilsen sowie im ersten Gruppenspiel der laufenden Saison beim AS Rom rassistisch geäußert hatten. Hiervon betroffen war u. a. das erste Heimspiel der Gruppenphase gegen den FC Bayern München. Außerdem untersagte die UEFA dem Verein den Verkauf von Eintrittskarten für die verbleibenden internationalen Auswärtsspiele der Saison.
Ebenfalls rassistische Äußerungen sowie der Vorwurf, Zuschauer hätten am dritten Gruppenspieltag gegen den FC Chelsea absichtlich Treppen blockiert, führten in der Champions-League-Saison 2015/16 dazu, dass Dynamo Kiew sein Gruppenspiel gegen Maccabi Tel Aviv vor leeren Rängen austragen musste. Zunächst sollte auch das folgende Achtelfinale gegen Manchester City zum Geisterspiel werden, jedoch reduzierte die UEFA in zweiter Instanz das zuvor ausgesprochene Urteil von zwei auf ein Spiel Sperre.
Aufgrund mehrfachem Einsatz von Pyrotechnik, versuchtem Blocksturm, Gegenständen auf dem Spielfeld sowie mutmaßlich rassistischen Äußerungen am ersten Gruppenspieltag der Champions-League-Saison 2016/17 gegen Borussia Dortmund verurteilte die UEFA Legia Warschau neben 80.000 Euro Geldstrafe dazu, das Heimspiel gegen Real Madrid ohne Zuschauer auszutragen.
Anfang August 2017 verhängte die UEFA-Disziplinarkommission gegen Partizan Belgrad neben 130.000 Euro Geldstrafe zwei internationale Geisterspiele plus ein weiteres mit einer dreijährigen Bewährungszeit. Bestraft wurden die Ereignisse während der Champions-League-Qualifikationsspiele gegen Budućnost Podgorica und Olympiakos Piräus, bei denen es zu blockierten Treppen, Abbrennen von Pyrotechnik, Werfen von Gegenständen, rassistischen Äußerungen sowie unerlaubtem Betreten des Innenraums kam.
Im Mai 2018 verurteilte die UEFA Olympique Marseille wegen verschiedener Fanvergehen zu mehreren Zuschauerteilausschlüssen, sowie dazu, das nächste Europapokalheimspiel als Geisterspiel auszutragen. Hiervon betroffen war die Europa-League-Begegnung mit Eintracht Frankfurt am 20. September 2018.

## Gegenmaßnahmen
Als Maßnahme gegen die durch Geisterspiele entstehenden Einnahmeausfälle organisierten manche Vereine und/oder Fangruppierungen Spendenmaßnahmen in Form von sogenannten Geistertickets. Gegen eine Spende in Höhe des normalen Eintrittspreises erhält der Fan eine Spendenquittung in Form eines Tickets. Dieses berechtigt jedoch zu keinerlei Eintritten. Als erstes Team versuchte Hansa Rostock, mit solch einer Aktion den finanziellen Schaden zu verringern.
- Einen der größten Spendenerfolge dieser Art erzielte Dynamo Dresden bei seinem Geisterspiel am 11. März 2012 gegen den FC Ingolstadt 04. Hierbei wurden mit 34.638 Geistertickets mehr „Plätze“ verkauft, als im realen Stadion zur Verfügung gestanden hätten. Außerdem hätten ca. 7100 Dauerkartenbesitzer Anspruch auf Eintritt zu dem Spiel gehabt, wodurch die maximale Zuschauerkapazität des Stadions von 32.066 Personen infolge der verkauften Geistertickets um mehr als 9000 Plätze überschritten werden konnte.
- Unter dem Motto Mit dem Herzen dabei verkaufte Hansa Rostock im Januar 2017 sogar Geistertickets in verschiedenen Kategorien, um die Einnahmeeinbußen aus der sanktionierten Begegnung gegen Regensburg gering zu halten.[33] Neben 2500 Dauerkarteninhabern sowie 600 Business-Seat-Besitzern, die von ihrem Rückerstattungsrecht keinen Gebrauch machten, konnten auf diese Weise zusätzliche 2500 Scheintickets an den Fan gebracht werden.
- Als sog. Fairplay-Tickets veräußerte 1860 München im Juli 2017 Geistertickets zu 10,60 €, um den finanziellen Schaden aus dem Geisterspiel gegen die Reserve des 1. FC Nürnberg einzudämmen. Mit dem Erlös sollte unter anderem das Nachwuchsleistungszentrum der Sechzger unterstützt werden.[34]
- Einen besonderen Rekord stellte der 1. FC Lokomotive Leipzig mit der Aktion Leute, macht die Bude voll! auf: für das Duell mit einem sog. unsichtbaren Gegner konnten im Mai 2020 insgesamt 182.612 Scheintickets zum Preis von jeweils einem Euro verkauft werden. In der Realität wäre hierdurch der bisherige europäische Zuschauerrekord von 149.547 Besuchern bei Weitem übertroffen worden.[35]

Anlässlich des Champions-League-Geisterspiels am 30. September 2014 bei ZSKA Moskau mieteten Fans des FC Bayern München eine ganze Etage in einem in unmittelbarer Nähe der Arena Khimki gelegenen Hochhaus und konnten so das Spiel dennoch verfolgen. Als Anerkennung für die Kreativität seiner Anhänger erklärte sich der Verein daraufhin bereit, die Kosten hierfür zu übernehmen.

## COVID-19-Pandemie ab 2020
Aufgrund der drohenden Infektionsgefahr durch das weltweit grassierende Coronavirus wurden ab März 2020 Begegnungen in zahlreichen Sportarten als Geisterspiele angesetzt.

### Fußball in Deutschland
Am 11. März 2020 fand mit dem Rheinischen Derby zwischen Borussia Mönchengladbach und dem 1. FC Köln im Borussia-Park (Nachholspiel vom 21. Spieltag, 2:1) das erste Spiel unter Ausschluss der Öffentlichkeit statt.
Mit Fortsetzung der Bundesligasaison am 15. Mai 2020 fanden alle Spiele in dieser Weise statt. Auch die zu diesem Zeitpunkt noch verbleibenden drei Begegnungen um den DFB-Pokal wurden als Geisterspiele angesetzt.

### Fußball in Österreich
Im Mai 2020 wurde beschlossen, die Bundesliga-Saison 2019/20 nach der Unterbrechung wegen der COVID-19-Pandemie ab 2. Juni 2020 in Form von Geisterspielen fortzusetzen. Das ÖFB-Cupfinale derselben Saison zwischen Salzburg und Austria Lustenau wurde am 29. Mai ebenfalls als Geisterspiel nachgeholt.

### UEFA-Wettbewerbe
Im März 2020 wurden mehrere Partien des Achtelfinales der Champions League und Europa League als Geisterspiele ausgetragen, bevor beide Wettbewerbe unterbrochen wurden. Im August wurden die verbleibenden Achtelfinalspiele dann ebenso unter Ausschluss von Zuschauern ausgetragen wie alle folgenden Runden einschließlich der Endspiele, die innerhalb weniger Tage in Turnierform in Lissabon (Champions League) bzw. Nordrhein-Westfalen (Europa League) stattfanden. Auch die restlichen Spiele der Women’s Champions League ab Viertelfinale fanden in dieser Form im Baskenland statt. Ebenso wurden die ersten Spiele der UEFA Nations League 2020/21 im September 2020 ohne Zuschauer ausgetragen.

### Andere Sportarten und Wettbewerbe
Unter anderem wurden Spiele der National Football League und der National Hockey League als Geisterspiele ausgetragen.